# 新斯捷潘尼夫卡 (庫皮揚斯克區)
49°41′51″N 37°3′12″E / 49.69750°N 37.05333°E
新斯捷潘尼夫卡（烏克蘭語：Новостепанівка）是位於烏克蘭東部的村莊，由哈爾科夫州庫皮揚斯克區的舍夫琴科韦市镇負責管轄。該村始建於1922年，面積1.08平方公里，海拔高度164米，2001年人口100，人口密度每平方公里92.6人。